# Pluma Hidalgo
Pluma Hidalgo es una población del estado de Oaxaca, en México, en las coordenadas 96° 25’ longitud oeste y 15° 55’ latitud norte y a una altitud de 1,200-1,300 metros sobre el nivel del mar, aproximadamente a 203 kilómetros de la capital del estado, a una hora y media de Bahías de Huatulco, en la Sierra Madre del Sur. Es la cabecera del municipio del mismo nombre. Es una zona cafetalera por naturaleza, ya que tiene el clima propicio para que se cultive el café.

## Historia
El municipio de Pluma Hidalgo fue fundado por personas provenientes del distrito de Miahuatlán que sólo buscaban un lugar apropiado para la siembra del exótico café. Primero llegaron a San Isidro del Camino a establecer su campamento, pero los indígenas del lugar manifestaron su disgusto por la invasión de sus tierras y se dirigieron a San Pedro Pochutla en demanda de protección, por lo que su intento de cultivo fracasó. Sin embargo, no se dieron por vencidos y decidieron establecerse en un lugar cercano a San Isidro, tomaron rumbo a Huatulco y se establecieron en el cerro de la Pluma y dieron al sitio elegido el nombre de La Providencia.
Las personas encargadas de la siembra del café en este lugar fueron Juan María y Juan Francisco Mijangos, pues se habían librado de los indígenas hasta ese entonces, pero las autoridades de Pochutla se mostraron celosas de la invasión de los miahuatecos a sus dominios y quisieron  frustrar nuevamente su intento, pero el señor Vicente Ruiz intervino y ayudó a calmar el conflicto.
Se apresuraron los trabajos, ya que la época de lluvia se acercaba y fue en el mes de abril cuando el programa quedó ya realizado, y quedaron los almácigos, que sirvieron para sembrar en el año siguiente las primeras cuarenta mil matas de café que se sembraran en el estado de Oaxaca; fue ésta la primera plantación que hubo en esta magnitud. Así siguieron los problemas después con los ricos del distrito de Miahuatlán, que quisieron tomar posesión para acrecentar sus riqueza, mientras los pobres anhelaban un lugar donde sus esperanzas dejaran de ser sueños, por lo que los pioneros de La Providencia se vieron en la necesidad de establecer una fundación legal, un pueblo con ayuntamiento para que fuera éste quien gobernara a los colonos y tuviera autoridad legal; se iniciaron las gestiones ante el gobierno y, pese a los problemas que surgieron pocos años después, los deseos de los cafetaleros quedaron satisfechos con el decreto expedido por el gobierno del Estado, el primero de diciembre de 1880 se creó finalmente el pueblo de Pluma Hidalgo.
Así, ante el interés de querer salir adelante, Pluma Hidalgo fue uno de los primeros municipios de la región que contó con servicio de correos, de telégrafo y de luz eléctrica, con caminos que comunicaron a San Pedro Pochutla, a San Miguel Suchixtepec y a Miahuatlán; sus calles en un principio eran empedradas, al igual que la plazuela, donde estaba una pila para almacenar agua la que todos se abastecían. Era una zona en donde las personas comercializaban sus productos.

## Cultivo de café
En un bosque mesófilo de montaña, de 1,200 a 1.324 m s. n. m., en una zona irrigada por arroyos provenientes del río Copalita, que también incluye una reserva ecológica de 33 hectáreas, se cultiva uno de los tipos de café de más alta calidad: el café Pluma gourmet, que en el 2020 obtuvo la denominación de origen, que se aseguró en el 2022 con la Norma Oficial Mexicana.

## Atractivos turísticos
El principal atractivo turístico es el café de alta calidad (café gourmet) que allí se cultiva. Por otra parte, Pluma Hidalgo es una comunidad muy tranquila, enclavada entre las montañas, y ofrece un espectáculo hermoso al atardecer; su clima por lo general es fresco y en verano lluvioso, con mañanas muy frías y días un poco calurosos. Sus habitantes son tranquilos y muy cálidos con sus visitantes. El pueblo, con su clima frío y su olor a café, también cuenta con una hermosa cascada con más de 70 metros de altura y una caminata por sus veredas.